# Brooke Francis
Brooke Francis, född Donoghue den 6 januari 1995, är en nyzeeländsk roddare.

## Karriär
Francis tog silver tillsammans med Hannah Osborne i dubbelsculler vid olympiska sommarspelen 2020 i Tokyo. Vid OS 2024 i Paris tog hon guld tillsammans med Lucy Spoors i dubbelsculler.